# Attika

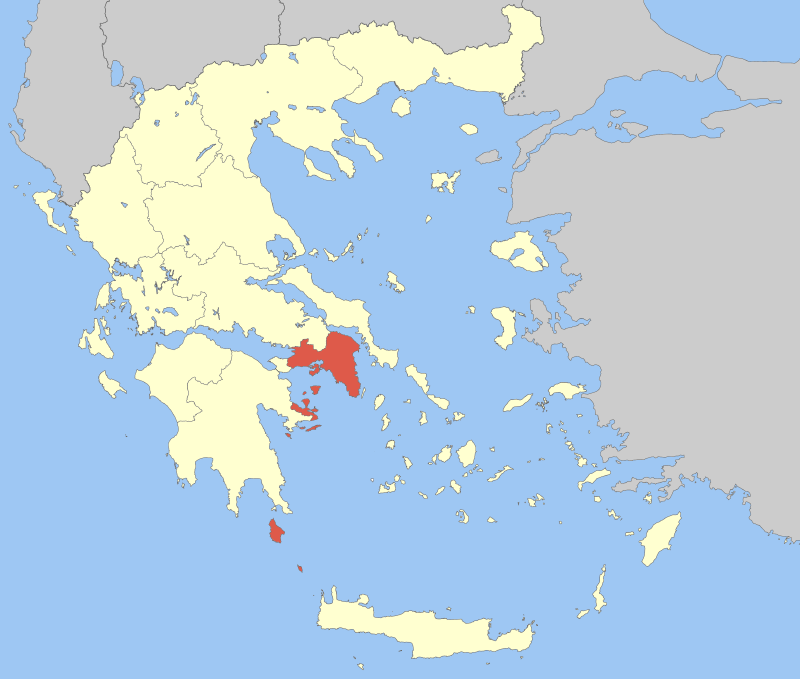
Attika régió elhelyezkedése Görögországban

Attika (görögül Αττική [Attiki]) egyike Görögország 7 decentralizált régiójának. Attikában van a görög főváros, Athén. 
A decentralizált régió az ország déli részében található, a Peloponnészoszi-félszigettől jórészt északra fekszik, ám egy kis része átnyúlik rá, illetve kiterjed Szalamisz, Aigina, Pórosz, Ídra, Szpécesz, Küthéra és Antiküthéra szigeteire.
Területe 3808 km² (ez körülbelül Zala vármegye területének felel meg). Athénon kívül Attikában találhatók Pireusz, Megara, Laurium és Marathon városok. Lakossága 3,84 millió ember (2005), akiknek több mint 95%-a Athénban és nagyvárosi övezetében lakik.

## Földrajza
Földrajzilag Attika az Égei-tengerbe nyúló félsziget. Hegyei Pedia, Meszogeia és Thriaszia alföldjeire osztják. Hegységei közé tartozik az Imitosz, a Geraneia, a Parnitha, Aigaleo és a Penteli. Északról Boiotia alföldje, nyugatról Korinthosz határolja. Délre fekszik tőle a Szaronikosz-öböl, Euboia szigete pedig északi partjainál található. Athén első és máig egyetlen nagy víztárolója és Attika legnagyobb tava, az 1920-as években átadott mesterséges Marathon-tó (vagy Marathoni gát) a fővárostól 42 kilométerre északkeletre fekszik. A Parnitha és az Imitosz körüli terület, illetve északkelet és észak dombjai és hegyei a hegycsúcsok kivételével erdővel fedettek. A nyugati és déli területeken tipikusabbak a füves vagy kopár hegyek.
Attika leghosszabb folyója a Kephisszosz, legmagasabb hegye a Parnitha.
Platón szerint Attika ősi határa a korinthoszi Iszthmosz, a kontinens irányában pedig Kithairon és Parnisz hegycsúcsai.

## Közigazgatása

### Attika decentralizált régió

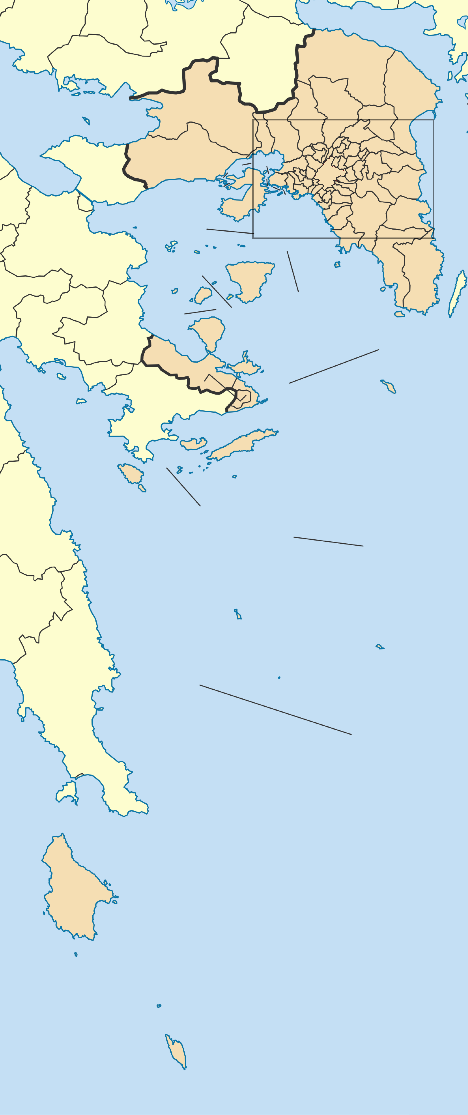
Attika decentralizált régió

Attika a 2011. január 1-én bevezetett közigazgatási rendszerben egy decentralizált régió (αποκεντρωμένη διοίκησης [apokentromené dioikészész]), ami a földrajzi Attikán kívül tőle nyugatra fekvő területeket Korinthoszi-öbölig, a Peloponnészosz egy kis részét és néhány szigetet is magában foglal. A decentralizált régió 8 regionális egységre (Περιφερειακή ενότητα [Periferejáki enótétá]) oszlik. Ezek:
- Dél-Athén
- Észak-Athén
- Kelet-Attika
- Közép-Athén
- Nyugat-Attika
- Nyugat-Athén
- Pireusz
- Szigetek

### Attika régió és prefektúra

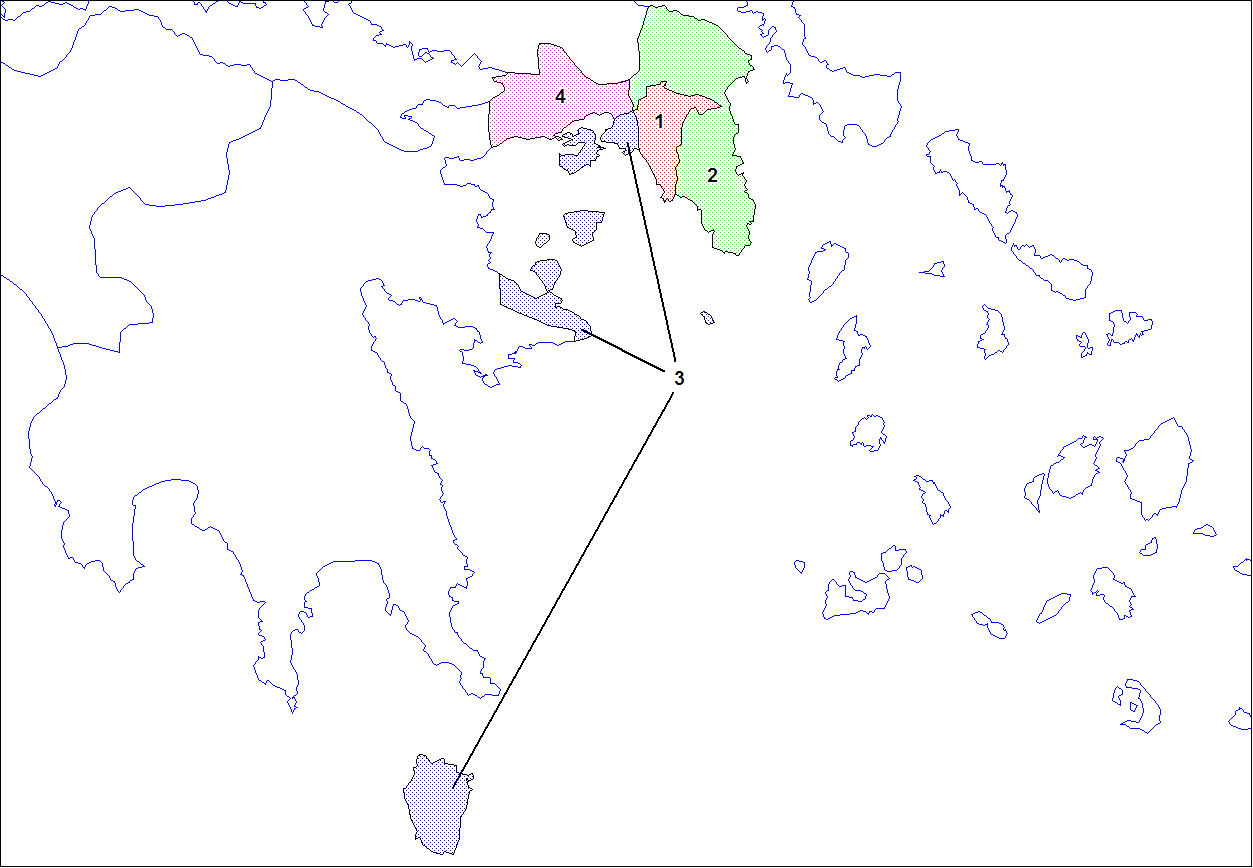
Attika prefektúra elöljáróságai

Attika a 2011. január 1. előtti közigazgatási rendszerben régió és egyben egy prefektúra is volt a mainál nagyobb területtel, amikor még Pireusz is hozzátartozott. A főváros miatt rendkívüli méretű népessége okán – Görögország népességének egyharmada itt lakott – a prefektúrák között egyedülálló módon 4 elöljáróságra (νομαρχία [nomarhía]) oszlott, ezek a következők voltak:
1. Athéni elöljáróság (Νομαρχία Αθηνών);
2. Kelet-Attikai elöljáróság (Νομαρχία Ανατολικής Αττικής);
3. Pireuszi elöljáróság (Νομαρχία Πειραιά);
4. Nyugat-Attikai elöljáróság (Νομαρχία Δυτικής Αττικής).

## Attikai só
Sal atticum, finom elmésséget, szellemes csípősséget jelent, amely megóvja a műalkotások stílusát az unalmas egyformaságtól és az émelyítő dagályosságtól, megadja a jó ízét a dialógusnak vagy a szónoklatnak.